# José Macanás Pérez
José Macanás Pérez (n. Los Ramos, Murcia, 15 de diciembre de 1953) es un exfutbolista español que jugaba en la posición de delantero.

## Biografía
Debutó como futbolista en 1971 con el Real Murcia CF. Después de un año, fichó por el Real Madrid CF. Jugó en el club un total de 55 partidos en las seis temporadas que disputó con el equipo. Ganó la Primera División de España en 1975, 1976 y en 1978. Además ganó la Copa del Rey en 1974 y en 1975. En 1978 fichó por el Hércules de Alicante CF por tres años. Tras un breve paso, de nuevo por el Real Murcia CF, fue traspasado al Granada CF, junto con el que ganó la Segunda División B de España, ascendiendo así a la Segunda División de España. Finalmente, tras un breve paso en el Orihuela Deportiva CF, volvió al Granada, donde se retiró en 1986.

## Clubes
| Club                    | País   | Año         | Partidos | Goles |
| ----------------------- | ------ | ----------- | -------- | ----- |
| Real Murcia CF          | España | 1971 - 1972 |          |       |
| Real Madrid CF          | España | 1972 - 1978 | 55       | 10    |
| Hércules de Alicante CF | España | 1978 - 1981 | 36       | 2     |
| Real Murcia CF          | España | 1981 - 1982 | 21       | 0     |
| Granada CF              | España | 1982 - 1984 | 55       | 6     |
| Orihuela Deportiva CF   | España | 1984 - 1985 | 10       | 0     |
| Granada CF              | España | 1985 - 1986 | 16       | 1     |

## Palmarés

### Campeonatos nacionales
| Título                       | Club           | País   | Año  |
| ---------------------------- | -------------- | ------ | ---- |
| Primera División de España   | Real Madrid CF | España | 1975 |
| Primera División de España   | Real Madrid CF | España | 1976 |
| Primera División de España   | Real Madrid CF | España | 1978 |
| Copa del Rey                 | Real Madrid CF | España | 1974 |
| Copa del Rey                 | Real Madrid CF | España | 1975 |
| Segunda División B de España | Granada CF     | España | 1983 |